# Casa dei Cavalieri di Malta
La Casa dei Cavalieri di Malta, a Bitetto, è un edificio storico sito nel Borgo Antico che secondo la tradizione è appartenuto all'Ordine dei Cavalieri di Malta.

## Storia

### Attribuzione all'Ordine dei Cavalieri di Malta

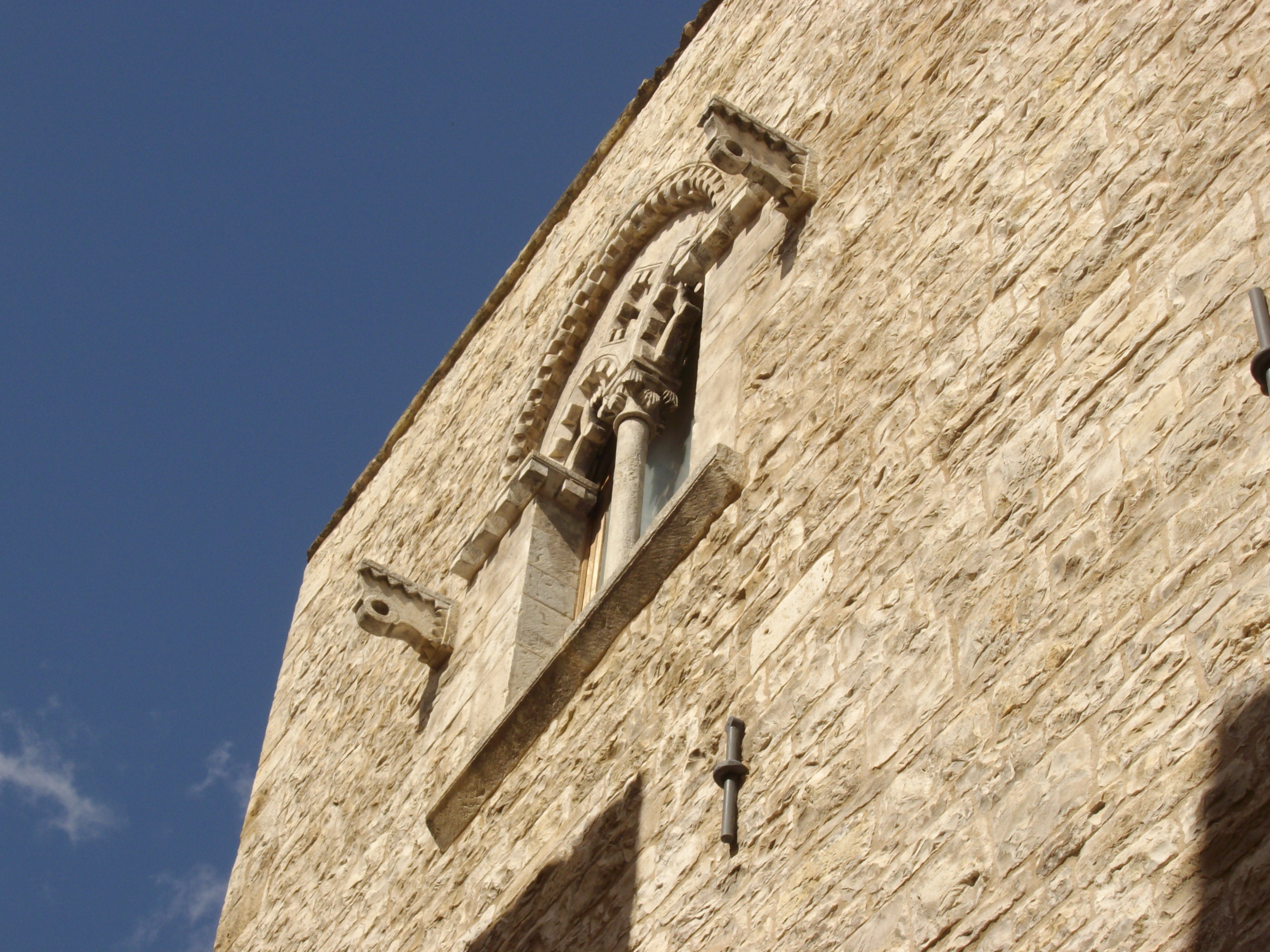
Particolare della bifora ogivale

Di questo edificio si sa pochissimo, tanto che la stessa attribuzione ai Cavalieri Ospitalieri (detti poi di Rodi e, quindi, di Malta) viene dalla tradizione popolare. Studi recenti attestano, tuttavia, la presenza di numerosi possedimenti di quest'Ordine cavalleresco in Contrada Bavotta (nell'agro di Bitetto), dove i Melitensi erano tenutari di una masseria denominata "Calcara alla Bazia". La presenza, inoltre, di una vistosa croce ottagonale sulla soglia dell'antico 'hospitale' di S.Giacomo, a pochi metri dalla casa-torre, parrebbe confermare la tradizione popolare. La data 1610 sull'epigrafe sottoscritta allo stemma cavalleresco sovrastante uno degli ingressi al pianoterra,  costituisce verosimilmente una sovraincisione di epoca posteriore, tenuto conto che l'epigrafe riproduce un celebre emistichio federiciano scolpito sull'antica Porta di Capua, distrutta nel 1557: "Intrent securi qui querunt vivere puri" ("Entrino sicuri coloro che anelano a vivere puri"). A Capua, avamposto più settentrionale del Regno di Sicilia, sorgeva una delle tre grandi sedi priorali dell'Ordine Melitense nell'Italia Meridionale.
Nonostante le ricerche effettuate presso l'Archivio di Stato di Napoli, non è stato rintracciato alcun cittadino bitettese membro dell'Ordine. Altre ricerche a Barletta, sede del Priorato della Puglia, le cui carte sono state versate all'Archivio di Stato di Bari, non hanno avuto esito poiché le prove sono andate distrutte nell'incendio che ha colpito l'archivio. Abbiamo tuttavia la certezza che la famiglia Della Marra vestì l'abito di Malta nel 1381, mentre Giovanni della Marra era stato feudatario di Bitetto dal 1305 fino alla morte nel 1311.

### Proprietari e abitanti noti

#### Ottavio de Nicolò
Sulla facciata è presente uno stemma gentilizio bipartito che raffigura sulla parte sinistra un castello a due torri sul mare (identico a un altro stemma presente nel cortile della Concattedrale di Bitonto), sulla parte destra la faccia di un moro barbuto e, in basso, un giglio. La presenza delle iniziali O. N. permettono di ricondurlo a Ottavio de Nicolò o Nicolai, che combatté nella Guerra di restaurazione portoghese e divenne viceammiraglio della Marina di Giovinazzo.

#### Seminario di Conza
Il palazzo, nel XVII secolo ospitò alcuni religiosi del seminario di Conza. Il seminario fu un centro di studi per trentotto anni; in vari documenti sono state ritrovate notizie della sua chiusura nel 1648. Ancora nel 1753, però, un suo procuratore, amministratore di beni, era ospitato nel palazzo.

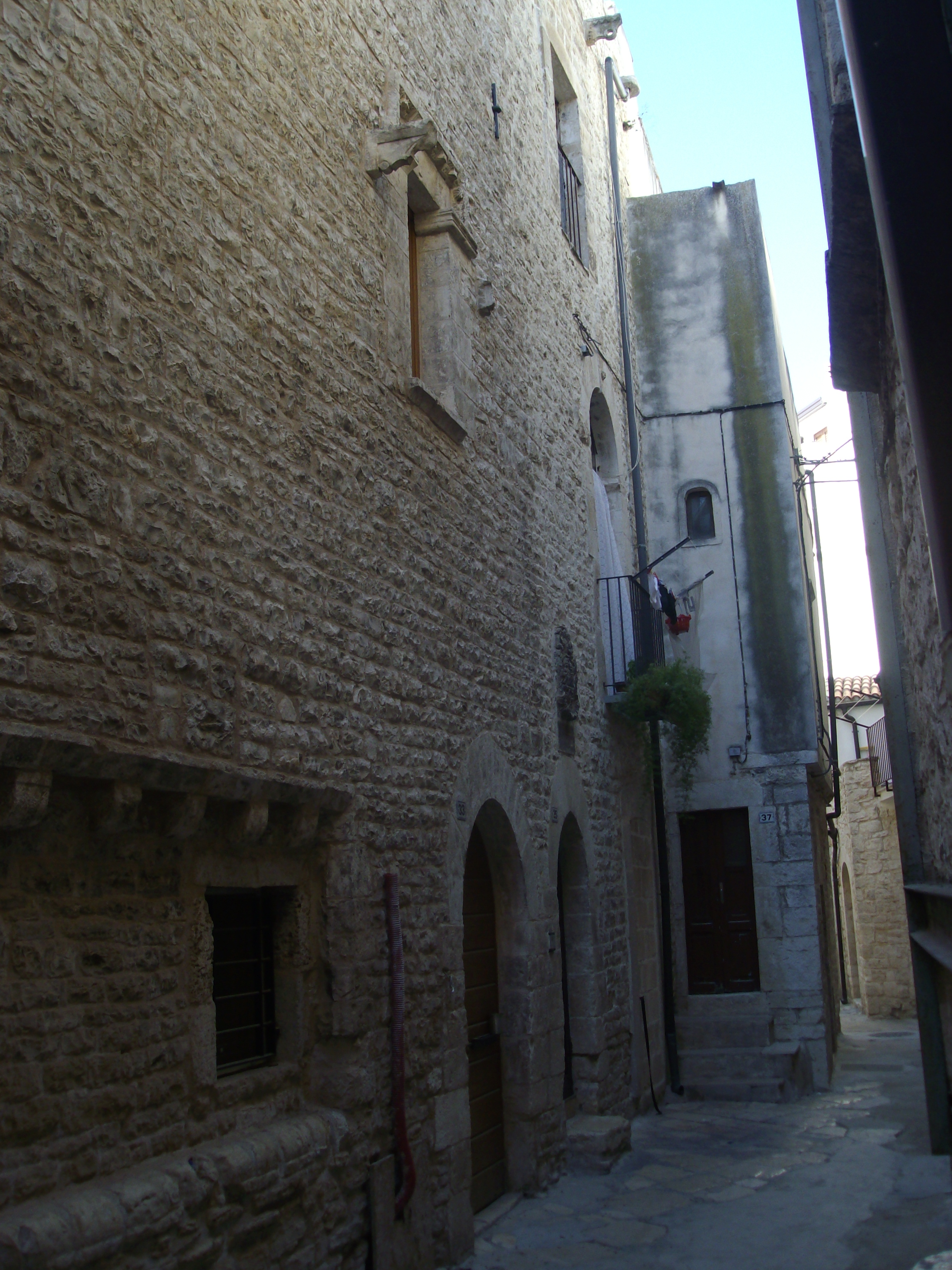
Facciata su via s. Antonio (lato orientale)

#### Casa Fazio
La Casa dei Cavalieri di Malta è anche definita come Casa Fazio come riportato nel Blasonario Generale di Terra di Bari (1912) scritto da Edgardo Noya di Bitetto.

## Descrizione
Il palazzo, in conci ambrati e a due piani, si sviluppa su tre livelli, intorno ad una corte interna, con due lati disposti ad angolo retto prospicienti la strada.
Si trova ad angolo tra via S. Antonio e via Leonese, dove si trova la facciata principale. Essa presenta l'ingresso, sormontato con un architrave con cornice a denti di sega, al primo piano, raggiungibile tramite un profferlo; al secondo piano una bifora ogivale, ai cui lati sporgono due mensole decorate e forate, ingentilisce la parete spoglia. Il lato orientale presenta due ingressi ogivali al piano terra. L'intero edificio ha sul retro una corte di servizio, grazie al quale si scopre l'impianto "a tau" della casa poiché, perpendicolarmente al corpo della fabbrica, si innesta un'ala occultata da edifici successivi, anch'essa a due piani.
Molto interessanti sono le finestre con architravi in pietra decorati a motivi geometrici. Di notevole pregio sono le due bifore all'ultimo piano, di cui una composta da due archetti trilobati sormontati da un archivolto ad ogiva con lunetta traforata a losanga.